# 1325.
◄ | 13. stoljeće | 14. stoljeće | 15. stoljeće | ►
◄ | 1290-ih | 1300-ih | 1310-ih | 1320-ih | 1330-ih | 1340-ih | 1350-ih | ►
◄◄ | ◄ | 1322. | 1323. | 1324. | 1325. | 1326. | 1327. | 1328. | ► | ►►
Arhitektura • Astronomija • Glazba • Knjige • Književnost • Kršćanstvo • Medicina • Pravo • Promet • Slikarstvo • Znanost

## Događaji
- Osnovan Tenochtitlan, glavni grad carstva Asteka

## Smrti
- 16. prosinca – Karlo Valois, grof Valoisa i titularni Latinski Car (* 1270.)

## Vanjske poveznice
|  | Zajednički poslužitelj ima još gradiva o temi 1325. |